# Geomorphodynamik
Die Geomorphodynamik ist ein Teilgebiet der Geomorphologie und befasst sich mit der Erklärung, Prognose und Veränderung des Erscheinungsbildes der Oberflächenformen. Ferner beschäftigt sich die Geomorphodynamik mit dem anthropogenen Einfluss auf die Landschaften. Beispielsweise verstärkt sich der anthropogene Einfluss auf die Geomorphodynamik zur Römerzeit durch intensive landwirtschaftliche Nutzung, Siedlungen und den Bergbau.